# Altenbruch
Altenbruch (gesprochen mit langem u wie in Buch; niederdeutsch Olenbrook) ist ein Ortsteil der Mittelstadt Cuxhaven im Norden des niedersächsischen Landkreises Cuxhaven.

## Geografie

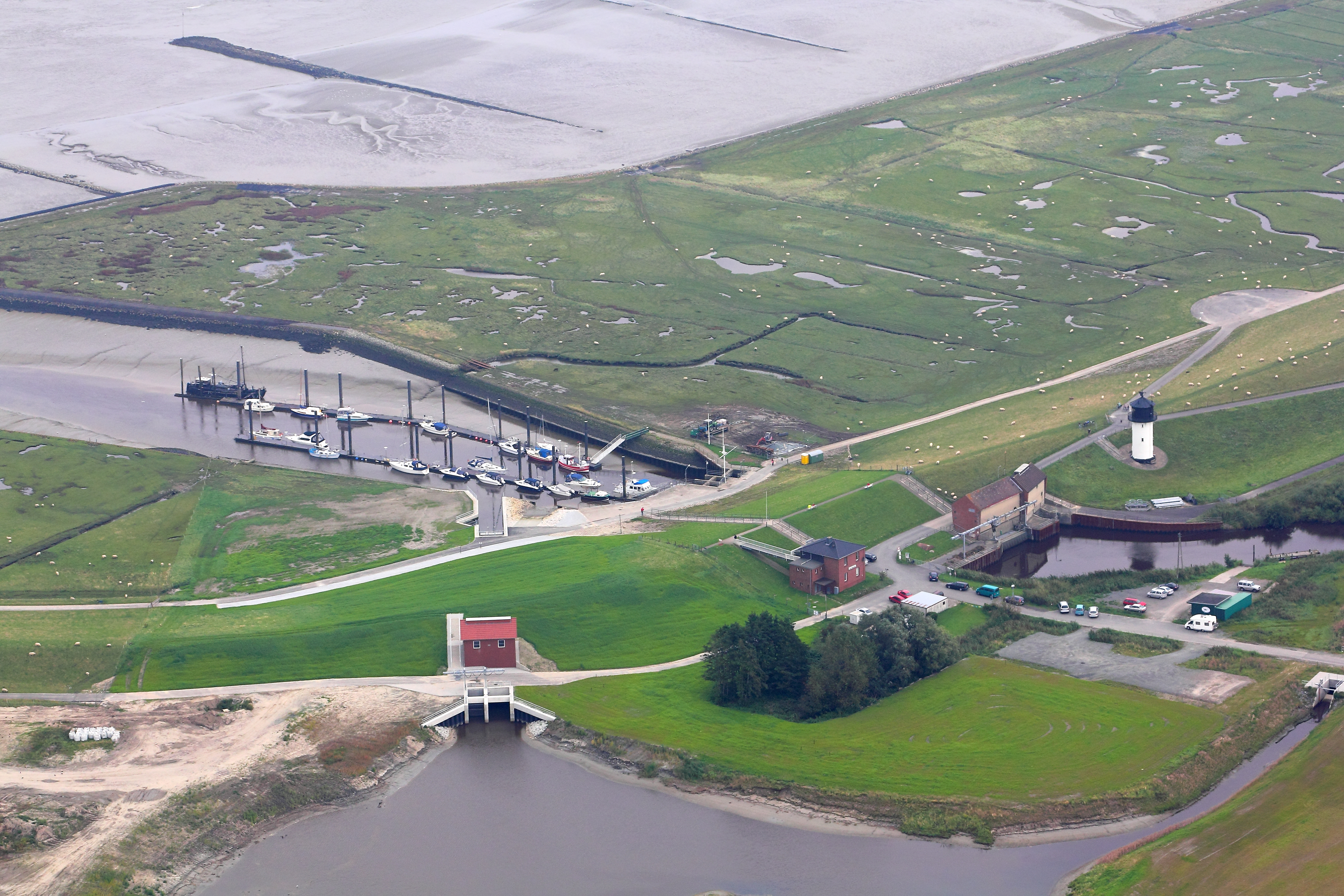
Luftbild vom Altenbrucher Hafen (2011)

### Lage
Der Ort liegt ungefähr einen Kilometer vom Elbdeich und etwa sechs Kilometer südöstlich von Cuxhaven entfernt. Die Braake, ein Vorfluter, der die Niederung bis Otterndorf entwässert, fließt durch Altenbruch. An ihrer Mündung in die Elbe befindet sich ein kleiner Hafen und der restaurierte Leuchtturm, (die) Dicke Berta aus 1897/1919, der früher als Richtfeuer (Unterfeuer) diente. Wenige Meter westlich von Altenbruch steht das Oberfeuer Altenbruch, die Neue schlanke Anna, ein 1971 gebauter, 59 m hoher Betonturm als weit sichtbare Landmarke, der die 1897 erbaute und 1976 abgerissene Schlanke Anna ersetzt.

### Nachbarorte
| Groden                            |                                             |                                         |
| Altenwalde – Ortsteil Franzenburg | Kompassrose, die auf Nachbargemeinden zeigt | Otterndorf (Samtgemeinde Land Hadeln)   |
|                                   | Lüdingworth                                 | Neuenkirchen (Samtgemeinde Land Hadeln) |

(Quelle:)

## Geschichte
In seiner Form ist Altenbruch ein Straßendorf, das sich über eine Länge von 15 km und eine Breite von 3 km westlich von Otterndorf hinzieht. Es scheint eine planmäßige Kolonisierung im Rahmen der Eindeichung der Elbe gewesen zu sein, worauf die lockere Besiedlung hindeutet. Eine der ersten urkundlichen Nennungen ist vom 12. November 1280, als ein Pfarrer („plebanus“) für Altenbruch erwähnt wird. Das Land war großenteils im Besitz der Bauern, die das durch Landsitze und Wappen auch zeigten.

### Eingemeindungen
Der Ort war ursprünglich eine selbständige Gemeinde im sächsisch-lauenburgischen und später im hannoverschen Land Hadeln. Danach gehörte es ab 1866 zum preußischen Kreis des Landes Hadeln, bis es am 1. Juli 1972 nach Cuxhaven eingemeindet wurde.

### Einwohnerentwicklung
| Jahr | Einwohner | Quelle | Graphische Darstellung |
| ---- | --------- | ------ | ---------------------- |
| 1890 | 2079      | [ 5 ]  | \| \|                  |
| 1910 | 2588      | [ 6 ]  | \| \|                  |
| 1925 | 2744      | [ 5 ]  | \| \|                  |
| 1933 | 2894      | [ 5 ]  | \| \|                  |
| 1939 | 2978      | [ 5 ]  | \| \|                  |
| 1950 | 4862      | [ 1 ]  | \| \|                  |
| 1956 | 4078      | [ 1 ]  | \| \|                  |
| 2018 | 3760      | [ 2 ]  | \| \|                  |
|      |           |        |                        |

## Politik

### Ortsrat
Der Ortsrat von Altenbruch setzt sich aus neun Ratsmitgliedern folgender Parteien zusammen:
- CDU: 4 Sitze
- SPD: 2 Sitze
- Grüne: 1 Sitz
- Die Cuxhavener: 1 Sitz
- Einzelwahlvorschlag Lüke: 1 Sitz

(Stand: Kommunalwahl 12. September 2021)

### Ortsbürgermeister
Der Ortsbürgermeister von Altenbruch ist Christoph Frauenpreiß (CDU). Sein Stellvertreter ist Peter Altenburg (Die Cuxhavener).
Chronik der Ortsbürgermeister
- 22. November 2021 – dato: Christoph Frauenpreiß (CDU)
- 1. September 2020 – 21. November 2021: Hans-Jürgen Umland (Grüne)[9]
- 2004 – 28. Juli 2020: Jörg-Heinrich Ahlemeyer (CDU)[10]
- 1981 – 2004: Werner Schütt (CDU)[11]

### Wappen
Der Entwurf des Kommunalwappens von Altenbruch stammt von dem Heraldiker und Wappenmaler Albert de Badrihaye, der zahlreiche Wappen im Landkreis Cuxhaven erschaffen hat.
| Wappen von Altenbruch | Blasonierung: „In Silber über grünem von zwei silbernen Wellenbalken durchzogenen Schildfuß eine rote zweitürmige Kirche mit blauen Turmspitzen.“  |
| Wappen von Altenbruch | Wappenbegründung: Die St.-Nicolai-Kirche ist das Wahrzeichen der Gemeinde. Der Schildfuß symbolisiert die Lage des Ortes in der Marsch am Elbufer. |

### Städtepartnerschaft
- Sulniac, Frankreich (seit 1986)[13]

## Kultur und Sehenswürdigkeiten

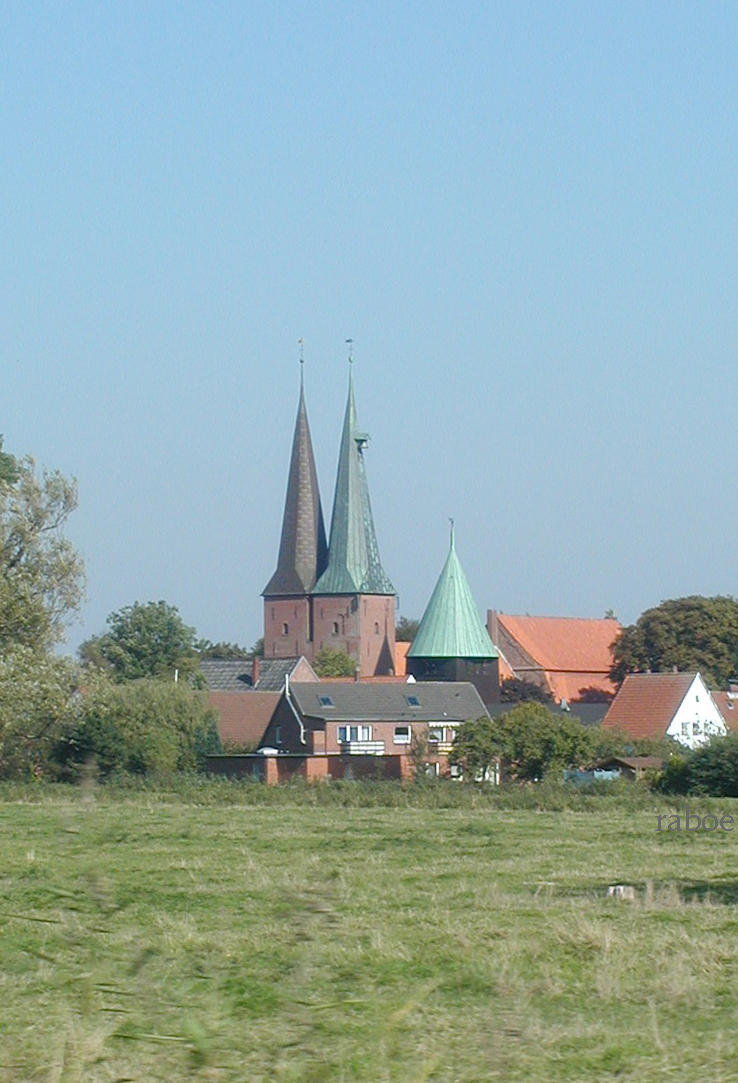
Altenbruch, Kirchtürme von St. Nicolai

### Bauwerke
- St.-Nicolai-Kirche – Einer der drei so genannten „Bauerndome“ der Gegend ist diese aus dem 13. Jahrhundert stammende romanische Feldsteinkirche mit ihren Doppeltürmen und dem Chor von 1710. Zur Inneneinrichtung gehört der gotischen Altar aus dem 15. Jahrhundert, die Priechen im Altarraum, die logenartige Pastoren- und Patronatssitze, die stupsnäsigen Putten, der Taufkessel aus dem frühen 14. Jahrhundert sowie die mehrfach erweiterte Orgel von 1498, von 1649 und 1728.
- Villa Gehben von 1908 im Jugendstil nach Plänen von Achmet Steinmetz für den in den USA lebenden Farmer Ernst-Julius Gehben (1844–1916)
- Das Deutsche U-Boot-Museum befindet sich Lange Str. 1[14]
- Seezeichen:
  - Der alte Leuchtturm „Dicke Berta“
  - Der neue Leuchtturm
  - Oberfeuer Altenbruch

### Fotogalerie

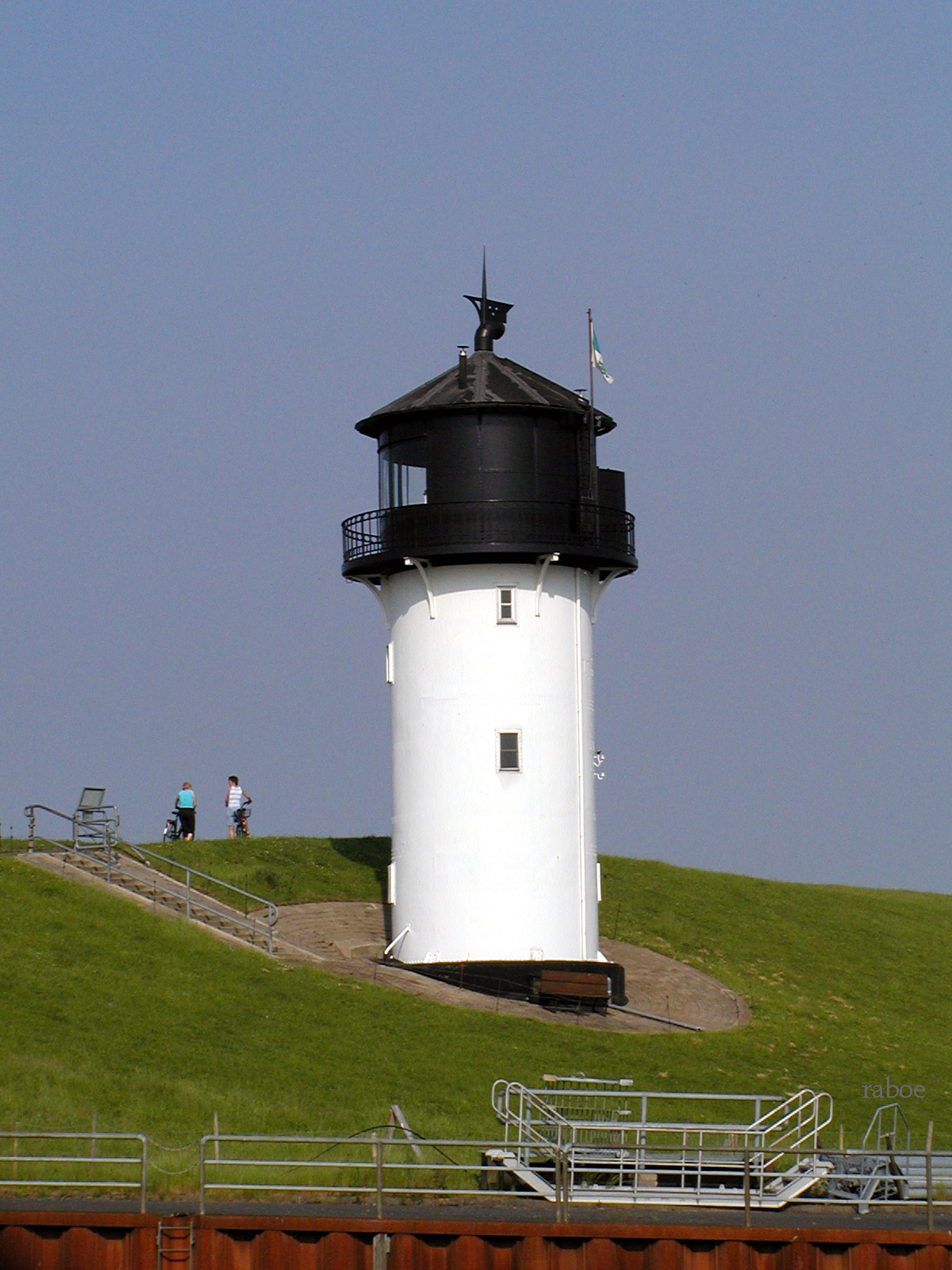
Alter Leuchtturm, die „Dicke Berta“
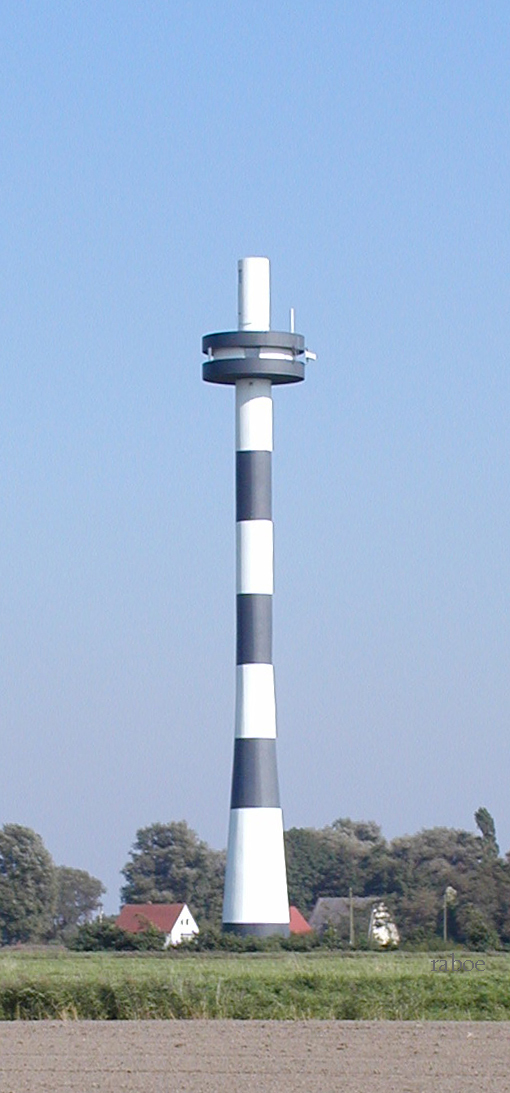
Neuer Leuchtturm
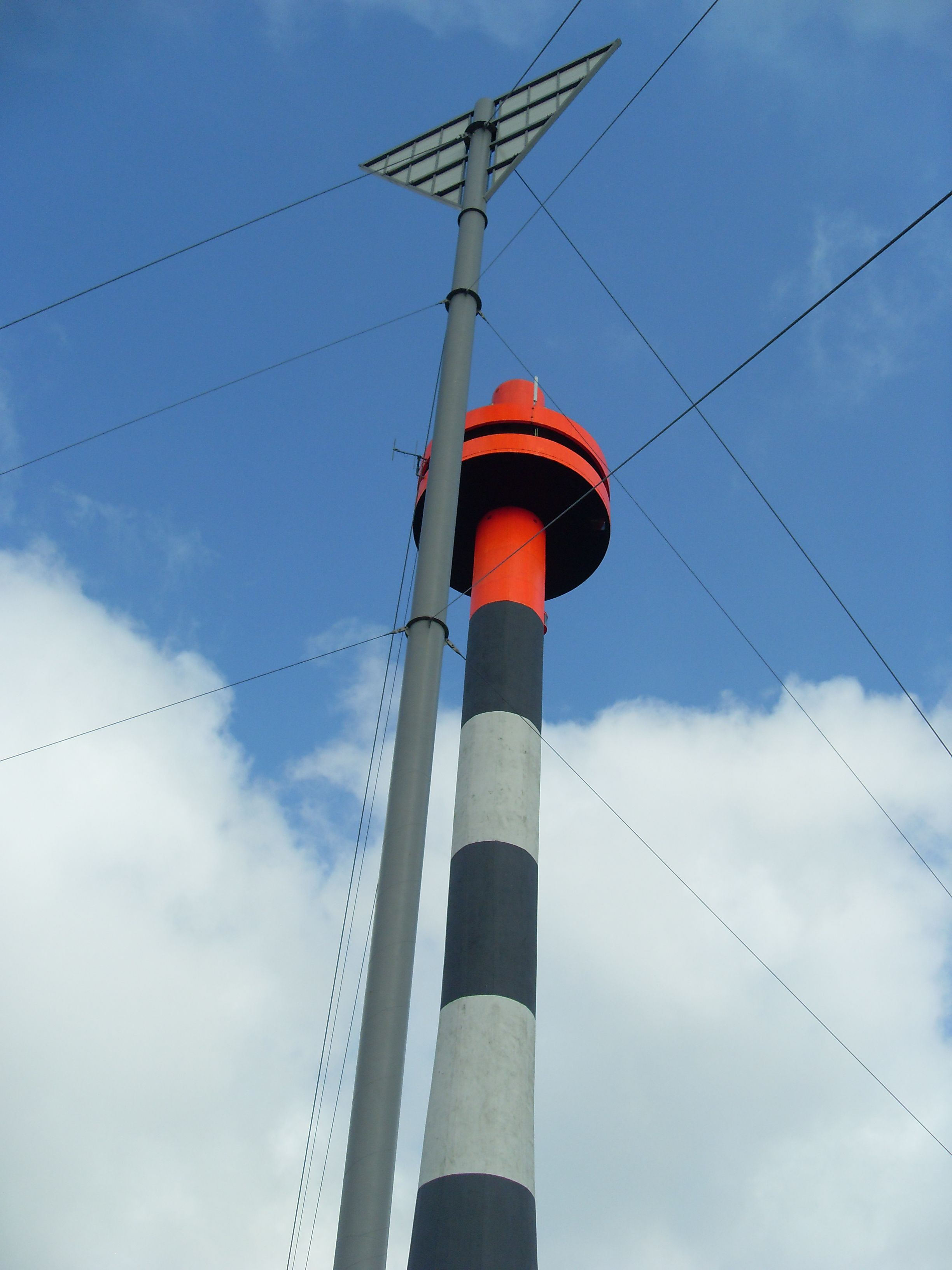
Oberfeuer Altenbruch (2009) mit Dreieck als Toppzeichen
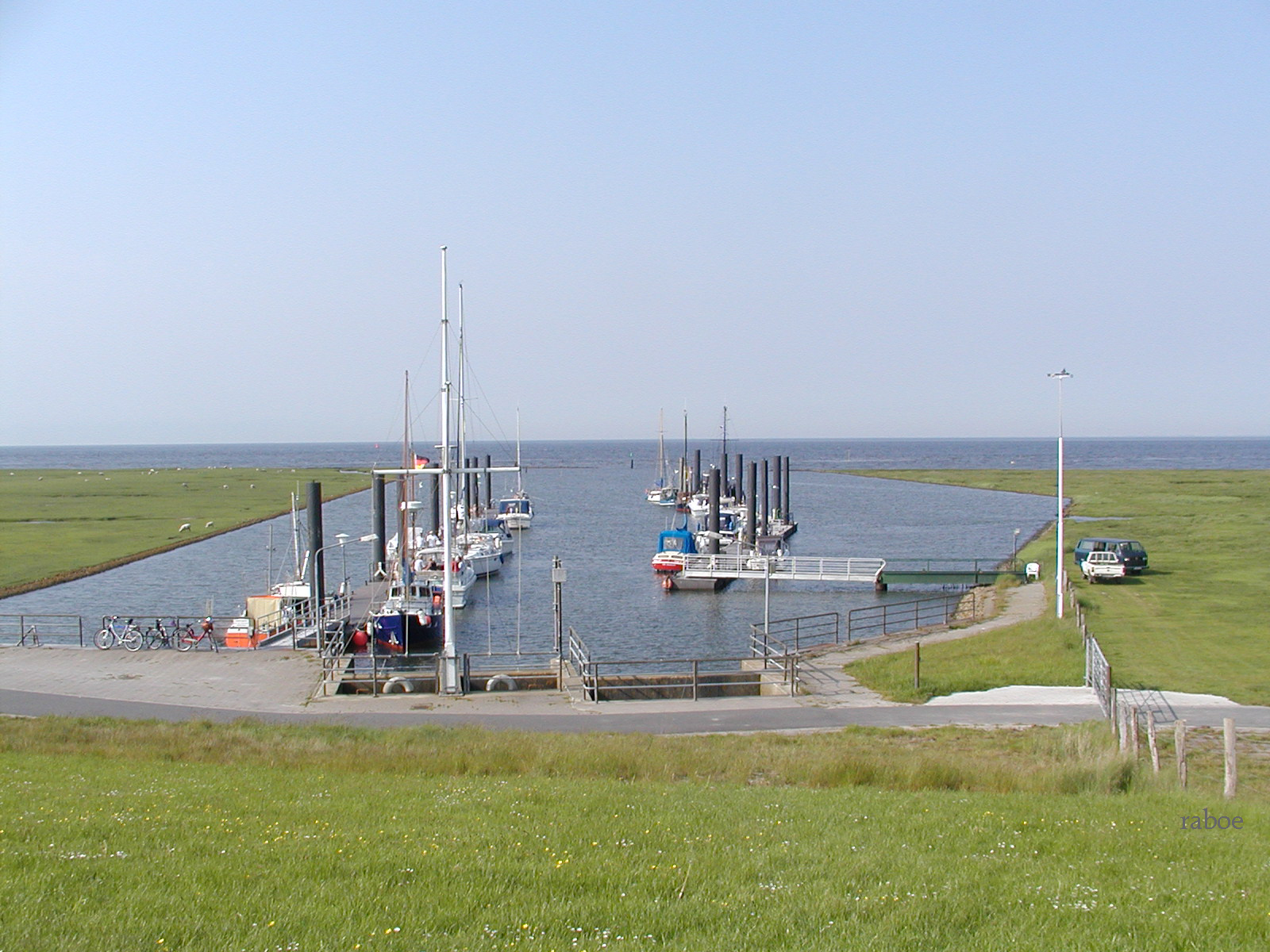
Kleiner Hafen
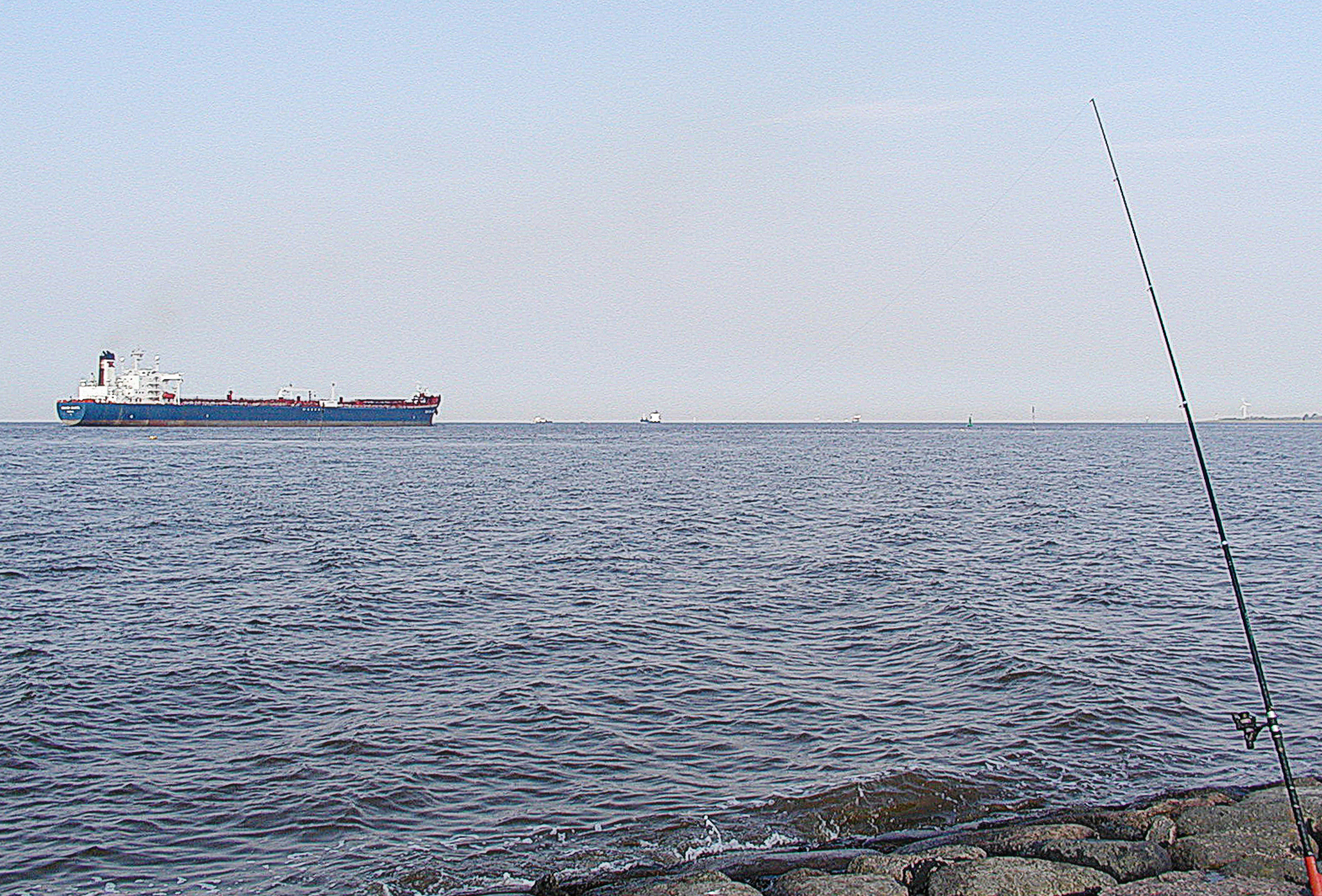
Ufer und Schiffe
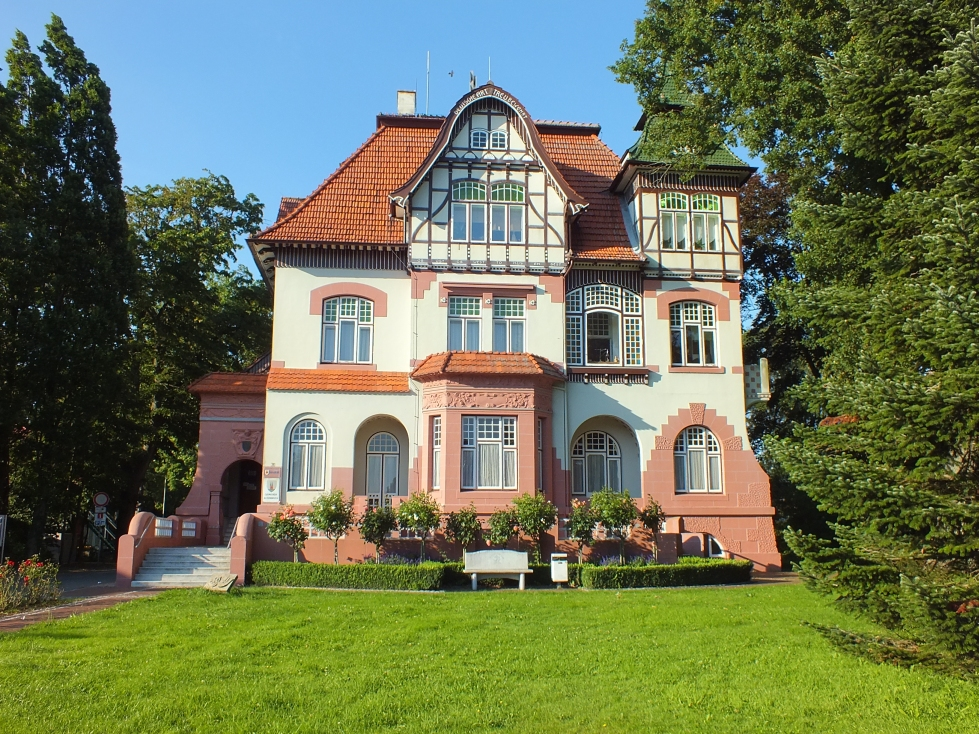
Villa Gehben

### Naturdenkmale
- Lindenallee (Verordnungsdatum 28. Juni 1952)
- Baumgruppe (Verordnungsdatum 23. März 1960)

## Verkehr
Die Bundesstraße 73 führt südlich um Altenbruch herum. Die Bahnlinie von Hamburg-Harburg nach Cuxhaven, die Niederelbebahn führt nahe an Altenbruch vorbei, seit 1991 halten hier keine Züge. Der Bahnhof ist erhalten und liegt etwas außerhalb des Ortes.

## Persönlichkeiten

### Söhne und Töchter des Ortes
- Heinrich Ludwig Frische (1831–1901), Landschaftsmaler
- Ernst-Julius Gehben (1844–1916), Auswanderer, Bauherr, Stifter
- Franz Grabe (1843–1923), Kaufmann und Autor
- Anna Stemmermann (1874–1926), Pädagogin und Medizinerin
- Gerhard Meyer (1903–1973), Ökonom und Hochschullehrer
- Ernst Wallhöfer (1907–1992), Landrat und Oberkreisdirektor

### Mit Altenbruch verbunden
- Johann Martin Müller (1722–1781), Pädagoge, Rektor der lateinischen Schule in Altenbruch
- Carsten Niebuhr (1733–1815), Mathematiker, Kartograf und Forschungsreisender in dänischen Diensten, besuchte die Lateinschule in Altenbruch
- Johann Diedrich Plate (1816–1902), Lehrer und Autor, Lehrer in Altenbruch (1869–1886)
- Martin Bücking (1868–1954), evangelisch-lutherischer Pfarrer und Schriftsteller, drei Jahre Rektor in Altenbruch
- Wilhelm Neander (1892–1968), Theologe und Kirchenhistoriker, Pfarrer in Altenbruch (1945–1948)
- Erich von Lojewski (1909–1970), Journalist, Redakteur und Schriftsteller, lebte nach dem Kriege in Altenbruch
- Wolf von Lojewski (* 1937), Fernsehjournalist und Sachbuchautor, lebte nach dem Kriege in Altenbruch
- Hans-Christian Biallas (1956–2022), evangelischer Theologe, Politiker (CDU) und Präsident der Klosterkammer Hannover, Pastor in Altenbruch (1983–1994)

## Sagen und Legenden
- Die beiden Turmspitzen von Altenbruch
- Der Altarschrein zu Altenbruch
- Von der Zehntfreiheit des Westerteiles in Altenbruch
- Vom Ursprung des Namens Poitlangenteil
- Der starke Goos
- Der Fluch der Bettlerin
- Der gebannte Dieb
- Der Schädel in der Warningsackermühle

(Quelle:)